# Месџид и џемат у Борчи
Месџид и џемат са заједницом муслимана је окупљачка богомоља изграђена за потребе верских обреда муслиманског становништва београдског насеља Борча.

## Опште информације
Објекат се налази у Петковачкој улици у Борчи, где се похађа верска настава и одржавају молитве. Прво организовање џемата на простору Борче и општине Палилула почело је 2004. године, када су муслимански верници изнајмили објекат.
Године 2009. купљено је земљиште и саграђен месџид, који је уједно први саграђени на простору уже Србије од одласка Турака са ових простора. На земљишту је изграђена гасулхана, адбестхана и имамски стан.